# ヴォー (イタリア)
ヴォー（Vo, Vò）は、イタリア共和国ヴェネト州パドヴァ県にある、人口約3,300人の基礎自治体（コムーネ）。

## 地理

### 位置・広がり

#### 隣接コムーネ
隣接するコムーネは以下の通り。括弧内のVIはヴィチェンツァ県所属を示す。
- アグリアーロ (VI)
- アルベットーネ (VI)
- チント・エウガーネオ
- ガルツィニャーノ・テルメ
- ロッツォ・アテスティーノ
- ロヴォローン
- テオーロ

### 気候分類・地震分類
ヴォーにおけるイタリアの気候分類 (it) および度日は、zona E, 2487 GGである。
また、イタリアの地震リスク階級 (it) では、zona 3 (sismicità bassa) に分類される。

## 行政

### 分離集落
ヴォーには、以下の分離集落（フラツィオーネ）がある。
- Boccon, Cortelà, Vo' Vecchio,Zovon